# Río Dja
El río Dja, a veces escrito en español como río Ya, también llamado río Ngoko en su parte final, es un río de la parte centroccidental de África que discurre por Camerún y la República del Congo, un afluente del río Sangha, a su vez afluente del río Congo. Tiene una longitud de unos 720 km, y drena una cuenca de 80 000 km².

## Geografía
El río Dja nace al sur de la localidad de Abong Mbang (con una población estimada en 2004 de 19 000 habitantes), en la región del Este. Primero se dirige en dirección oeste y luego, tras casi 200 km, gira y se vuelve al este, describiendo una cerrada curva que supone el límite de la Reserva Zoológica de Dja, declarada en 1987  por la Unesco como Patrimonio Mundial de la Humanidad (5260 km²). 

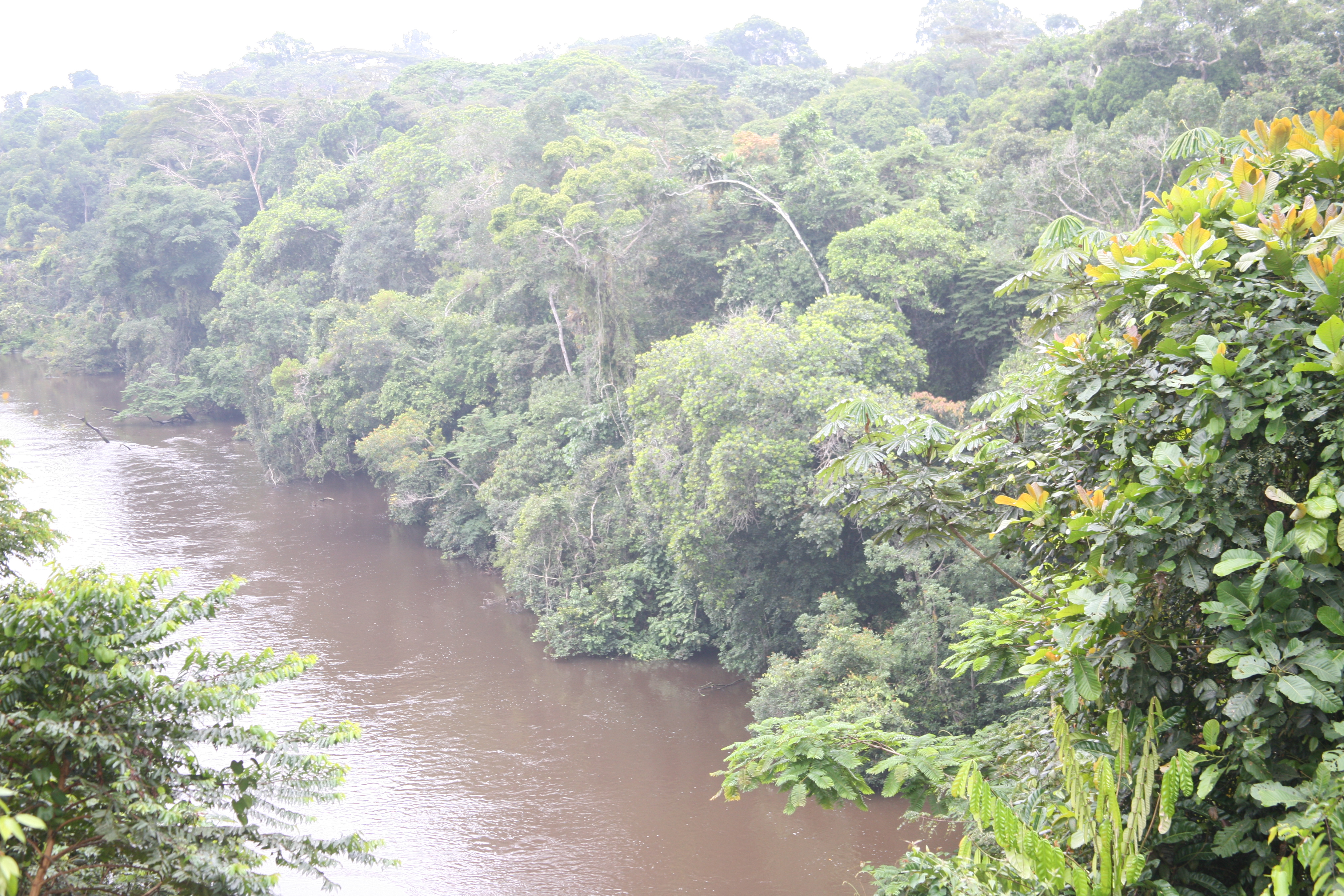
El río Dja en Somalomo (el límite de la Reserva Zoológica de Dja).

En el tramo final de la reserva, el río también es durante un corto tramo la frontera entre las regiones del Este y del Sur, en la que no entra. Vira hacia el sureste y tras un corto tramo llega a la frontera con la República del Congo. Durante toda la parte final de su curso, en dirección este-sureste, el río formará la frontera natural entre Camerún y el Congo (en concreto, con la región de Sangha). 
Pasa cerca de la pequeña ciudad congoleña de Ngbala y luego recibe por la derecha al río Mombué, y a partir de aquí el río es conocido como Ngoko. Llega a la ciudad camerunesa de Moloundou, don de recibe por la derecha al río Como. El río es navegable a partir de aquí hasta que desagua finalmente por la derecha en el río Sangha en las cercanías, río arriba, de la pequeña ciudad congoleña de Ouesso (con una población estimada en 2005 de 2400 hab.), capital de la región de Sangha. Ouesso está unida a Brazzaville mediante ferry y en la que hay un pequeño aeródromo.